# Vilsbiburg

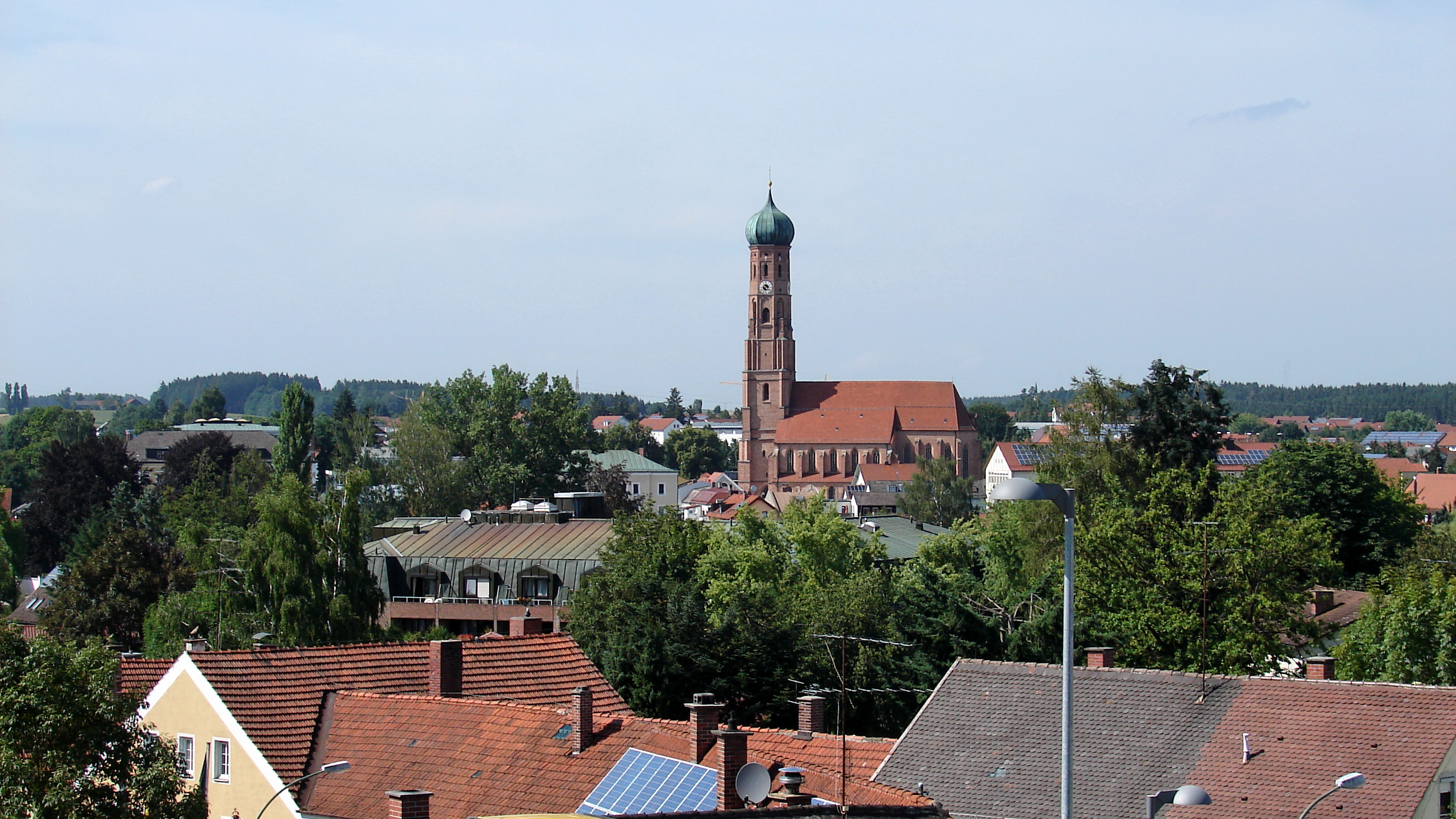
Stadtansicht mit Stadtpfarrkirche Mariä Himmelfahrt

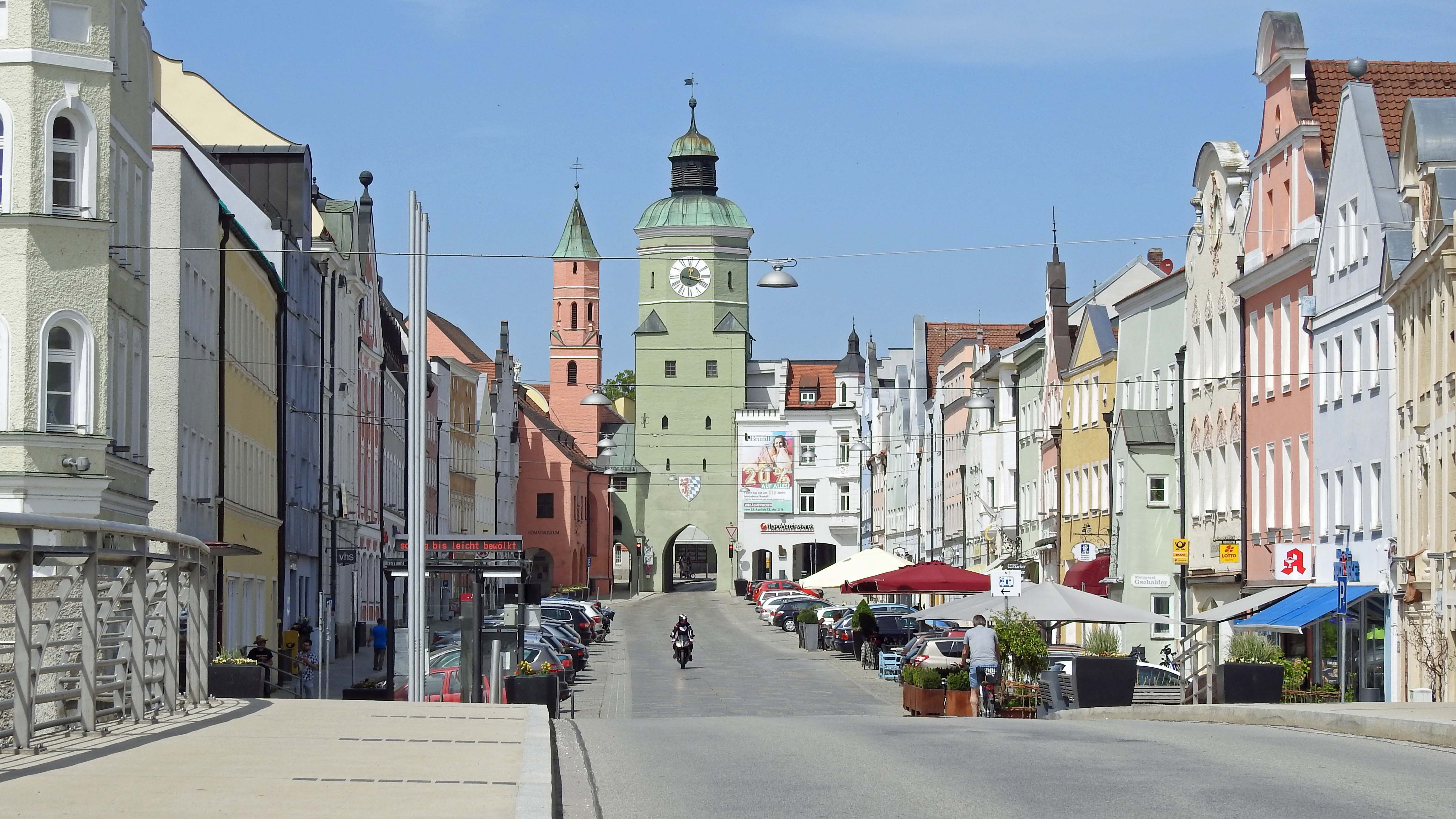
Stadtplatz in Vilsbiburg

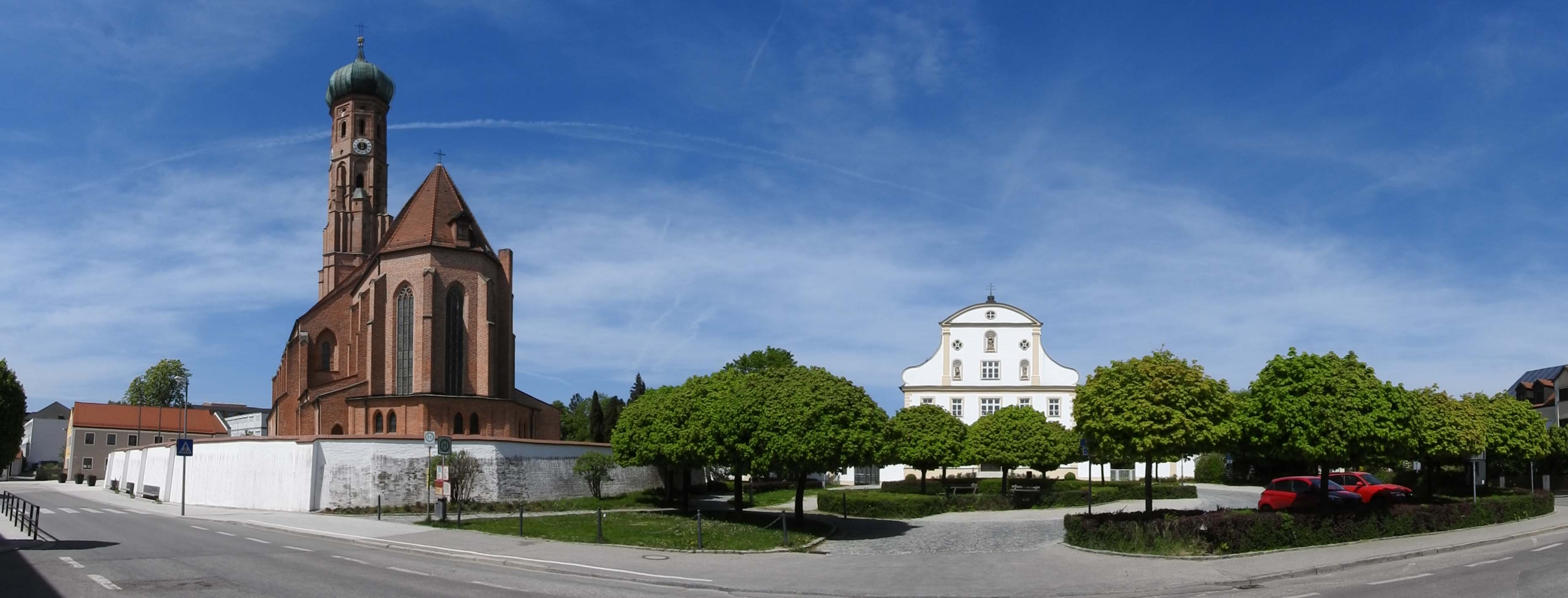
Stadtpfarrkirche und Pfarrhof in Vilsbiburg

Vilsbiburg ([fɪlsˈbiːbʊʁk], im Volksmund auch Vib [fɪb], veraltend auch nur Biburg) ist eine Stadt im niederbayerischen Landkreis Landshut. Sie erhielt ihren Namen vom Fluss Große Vils, der sie durchfließt.

## Gemeindegliederung
Es gibt 152 Gemeindeteile:
- Achldorf
- Adlhub
- Aichberg
- Aim
- Ammersöd
- Anzenberg
- Ay
- Baumgarten
- Berg
- Blamberg
- Blashub
- Brandlmaierbach
- Bründl
- Buckleck
- Bürg
- Dasching
- Derndlmühl
- Dumseck
- Eck
- Eckweg
- Eibelswimm
- Eiselsberg
- Ellersberg
- Falkenberg
- Feldkirchen
- Frauenau
- Frauenhaarbach
- Frauensattling
- Friesing
- Gaindorf
- Gassau
- Geiselsdorf
- Geratspoint
- Giersdorf
- Giglberg
- Goldbrunn
- Grieshäusl
- Großmaulberg
- Großrauchenstein
- Grub
- Grub
- Grundlhub
- Günzenhub
- Haarbach
- Hackelsberg
- Haidberg
- Hartlsöd
- Haubenberg
- Hermannsöd
- Herrnfelden
- Hinterwimm
- Hinzing
- Hippenstall
- Hofstetten
- Holzen
- Hörasdorf
- Irleswimm
- Johanneskirchen
- Kalteneck
- Karwill
- Kienberg
- Kirchstetten
- Klause
- Kleinay
- Kleingrub
- Kleinmaulberg
- Kleinrauchenstein
- Kögleck
- Kollmannsberg
- Köpfelsberg
- Kratzen
- Kreuzaign
- Kurzbach
- Landesberg
- Lernbuch
- Lichtenburg
- Lofeneck
- Loh
- Loh
- Lohe
- Maierbach
- Mais
- Marxbauer
- Marxhub
- Motting
- Mühlen
- Neißl
- Niedermühle
- Niedersattling
- Oberbach
- Oberenglberg
- Oberlanding
- Oberschellenberg
- Ödwimm
- Oed
- Pfaffenbach
- Pirken
- Pirken
- Prading
- Rechersberg
- Reichenöd
- Reichreit
- Reisach
- Reit
- Reschen
- Rieberseck
- Rieder im Feld
- Ritthal
- Rofoldsreit
- Rombach
- Rumpfing
- Saching
- Sand
- Schachten
- Schaidham
- Schnabing
- Schnedenhaarbach
- Schußöd
- Schußreit
- Seidlhub
- Seyboldsdorf
- Solling
- Spielberg
- Spitzenberg
- Stadel
- Stadelöd
- Stadl
- Stadlöd
- Streifenöd
- Streunweinmühle
- Tannet
- Tattendorf
- Thal I
- Thal II
- Thalham
- Thalham
- Trauterfing
- Ulring
- Unterenglberg
- Unterlanding
- Unterschellenberg
- Vilsbiburg
- Vockhof
- Wachsenberg
- Wald
- Weißenberg
- Wies
- Wiethal
- Wimpassing
- Wolferding
- Wölflau
- Zeiling

## Geschichte

### Bis zur Gemeindegründung
Eine erste Erwähnung findet der Ort um das Jahr 1000. 1308 wird Vilsbiburg erstmals als Markt und gleichzeitig Stadt benannt, hatte damals also schon sowohl Markt- als auch Stadtrechte. Nach 1340 blieb nur noch die Bezeichnung Markt bestehen. 1648 fiel mehr als die Hälfte der Bevölkerung der Pest zum Opfer. 1760 wurde die Verwaltung des Pflegamts Geisenhausen auf Vilsbiburg übertragen. Es gehörte zum Rentamt Landshut des Kurfürstentums Bayern und besaß ein Marktgericht mit magistratischen Eigenrechten. 1803 erhielt es einen Teil des Landgerichts Teisbach mit Frontenhausen. Im Zuge der Verwaltungsreformen in Bayern entstand mit dem Gemeindeedikt von 1818 die heutige Gemeinde.

### Herkunft des Ortsnamens
Erstmals wird der Ort zwischen 990 und 1000 als Pipurch erwähnt, vor 1253 als Vilspiburch. „Biburg“ ist eine alte häufig vorkommende Bezeichnung für „umwallte Burg“, dieser Bezeichnung wurde später – zur Unterscheidung von anderen ähnlich benannten Anlagen – der Flussname „Vils“ hinzugesetzt. Woher der Name „Vils“ kommt, ist nicht ganz klar, als Deutung wird auf indogermanisch *pel-, was so viel heißt wie „gießen, fließen“ angeführt, aber auch auf westgermanisch *felu-, was so viel wie „Sumpf“ bedeutet.

### 19. und 20. Jahrhundert
1862 wurden aus dem Landgericht Vilsbiburg das Amtsgericht, Bezirksamt und Notariat. Seither prägten mehrere Textilbetriebe Vilsbiburg, was zu einem starken Bevölkerungswachstum führte. 1864 wurde die mechanische Weberei und Wäschefabrik Carl Zollner gegründet. 1919 entstand die mechanische Weberei und Wäschefabrik E. Siegelin.
1929 wurde die Marktgemeinde Vilsbiburg offiziell zur Stadt erhoben. 1950 ließ sich die ursprünglich aus Eger stammende Gebr. Seiler Kammgarnspinnerei und Textilwerk in Vilsbiburg nieder. In den 1950er Jahren kam das Werk der Firma Rank & Sohn hinzu, 1963 nahm die Firma Hudson ihre Produktion in Vilsbiburg auf.
In diese Zeit fallen auch die Ansiedlungen der heute größten Industriebetriebe Vilsbiburgs: Flottweg nahm seinen Produktionsstandort 1943 in Betrieb, Dräxlmaier wurde 1958 gegründet und Hiller entstand 1971.
Bei der Gebietsreform in Bayern am 1. Juli 1972 wurde der Landkreis Vilsbiburg beinahe zur Gänze dem Landkreis Landshut zugeordnet.

### Eingemeindungen
Im Zuge der Gebietsreform in Bayern wurden am 1. Juli 1972 aus der aufgelösten Gemeinde Bergham die Orte Baumgarten, Dasching, Falkenberg, Frauenau, Goldbrunn, Lernbuch, Lofeneck, Oed, Rieberseck, Rombach, Stadel, Stadelöd und Wald eingegliedert. Am 1. Mai 1978 wurden die Gemeinden Frauensattling, Gaindorf, Haarbach und Seyboldsdorf sowie große Teile der Gemeinde Wolferding nach Vilsbiburg eingemeindet.

### Religionen
Bekannt ist Vilsbiburg durch die katholische Wallfahrtskirche Maria Hilf am südlichen Ortsausgang, die sich aus einer Kapelle vom Jahr 1686 entwickelte, in welcher ein Maria-Hilf-Gnadenbild verehrt wird. Zusätzlich malte in dem Klosterkomplex der bayerische Redemptorist Max Schmalzl 1872 eine Kopie des berühmten römischen Gnadenbildes „Unserer Lieben Frau von der immerwährenden Hilfe“, was der örtlichen Marienverehrung noch weiteren Auftrieb gab. So entstand eine überregional bekannte „Maria-Hilf-Wallfahrt“, die nach dem Weggang der Redemptoristen vor allem durch die Kapuziner gefördert wurde.
Die imposante Stadtpfarrkirche Mariä Himmelfahrt befindet sich einige hundert Meter nordöstlich des Stadtplatzes. Sie wurde im 15. Jahrhundert im spätgotischen Stil erbaut und ist dank ihres 75 Meter hohen Zwiebelturms weithin sichtbar.
Die evangelische Christuskirche wurde im Jahr 1958 erbaut. Ihre Glasfenster stellen die sieben Ich-Bin-Worte Jesu dar.

### Einwohner
Gemäß Bayerischem Landesamt für Statistik  haben sich die Einwohnerzahlen jeweils zum 31. Dezember eines Jahres wie folgt entwickelt:
| Stand | Einwohner |
| ----- | --------- |
| 1960  | 08.646    |
| 1970  | 09.355    |
| 1980  | 09.525    |
| 1990  | 10.416    |
| 1995  | 10.815    |
| 2000  | 11.147    |
| 2005  | 11.593    |

| Stand | Einwohner |
| ----- | --------- |
| 2006  | 11.550    |
| 2007  | 11.560    |
| 2008  | 11.527    |
| 2009  | 11.517    |
| 2010  | 11.426    |
| 2011  | 11.108    |
| 2012  | 11.184    |

| Stand | Einwohner |
| ----- | --------- |
| 2013  | 11.309    |
| 2014  | 11.411    |
| 2015  | 11.535    |
| 2016  | 11.711    |
| 2017  | 11.832    |
| 2018  | 12.074    |
| 2019  | 12.203    |

Seit 1972, dem Jahr der Gemeindereform, hat sich die Einwohnerzahl bis 2015 um 2004 Personen erhöht. Das entspricht einem Wachstum von 18,93 Prozent. In den letzten zehn Jahren schrumpfte sie um 0,13 Prozent. In den letzten fünf Jahren ist aber ein Wachstum um 3,84 Prozent festzustellen.
Im Zeitraum 1988 bis 2019 stieg die Einwohnerzahl von 10.034 auf 12.203 um 2.169 Einwohner bzw. um 21,6 %.
| Alter         | Einwohner nach Alter |
| ------------- | -------------------- |
| jünger als 18 | 18,4 %               |
| 18 bis 29     | 14,1 %               |
| 30 bis 49     | 29,3 %               |
| 50 bis 64     | 19,5 %               |
| älter als 65  | 18,7 %               |

## Ehemalige Gemeinden auf dem heutigen Stadtgebiet

### Frauensattling
Das Pfarrdorf Frauensattling liegt zwischen dem Binatal und dem Vilstal auf einem Höhenrücken auf 490 m Seehöhe. Zum Vilsbiburger Gemeindeteil Frauensattling zählen heute neben Einzelgehöften: Frauensattling, Frauensattling-Grub, Niedersattling, Hörasdorf, Solling. Frauensattling kam durch die Gemeindegebietsreform am 1. Mai 1978 nach Vilsbiburg. Die Einwohnerzahl betrug am 1. Januar 2008 554 (Haupt- und Nebenwohnsitze).

### Gaindorf
Das Pfarrdorf Gaindorf liegt im Tertiärhügelland an der oberen Vils. Es entwickelte sich am Kreuzungspunkt der alten Vilstalstraße links der großen Vils von Velden kommend, und einem sehr alten Weg, der von Altötting kommend bei Gaindorf die Vils überquerte und nach Geisenhausen in Richtung Norden führte. Zum Vilsbiburger Gemeindeteil Gaindorf zählen heute neben Einzelgehöften die Dörfer und Weiler Frauenhaarbach, Herrnfelden, Schaidham, Tannet und Pfaffenbach. Gaindorf kam durch die Gemeindegebietsreform am 1. Mai 1978 zu Vilsbiburg. Die Einwohnerzahl betrug am 1. Januar 2008 437 (Haupt- und Nebenwohnsitze).

### Haarbach
Zum Vilsbiburger Gemeindeteil und früheren Hofmarksort Haarbach zählen heute neben Einzelgehöften die Dörfer und Weiler Tattendorf, Kurzbach, Ödwimm und Schnedenhaarbach. Am 1. Mai 1978 wurde mit Durchführung der Gebietsreform die Gemeinde Haarbach aufgelöst und als Gemeindeteil der Stadt Vilsbiburg angegliedert. Die Einwohnerzahl betrug am 1. Januar 2008 662 (Haupt- und Nebenwohnsitze).

### Seyboldsdorf
Seyboldsdorf ist der Stammsitz des bayerischen Uradelsgeschlechts von Seiboldsdorf und liegt 490 Meter über dem Meeresspiegel auf einem Höhenrücken im Holzland zwischen großer und kleiner Vils. Zum Vilsbiburger Gemeindeteil Seyboldsdorf zählen heute neben Einzelgehöften die Dörfer und Weiler Geiselsdorf, Geratspoint, Giersdorf und Mühlen. Durch die Gemeindegebietsreform am 1. Mai 1978 kam Seyboldsdorf zur Stadt Vilsbiburg. Die Einwohnerzahl betrug am 1. Januar 2008 380 (Haupt- und Nebenwohnsitze).

### Wolferding
Das Kirchdorf Wolferding lässt sich auf eine Siedlung an einem alten Straßenverbindungsweg zurückführen. Zum Vilsbiburger Gemeindeteil Wolferding zählen heute neben Einzelgehöften die Orte Achldorf, Eibelswinn, Johanneskirchen (der Gemeinde- und Pfarrsitz), Kirchstetten, Oberenglberg, Trauterfing und Unterenglberg. Durch die Gemeindegebietsreform kam Wolferding am 1. Mai 1978 zur Stadt Vilsbiburg. Kleinere Gemeindeteile wurden nach Bodenkirchen umgegliedert. Die Einwohnerzahl betrug am 1. Januar 2008 792 (Haupt- und Nebenwohnsitze).

## Politik

### Stadtrat
Der Stadtrat besteht aus 24 Mitgliedern und dem Ersten Bürgermeister. Nach der Kommunalwahl 2020 (zum Vergleich: Kommunalwahl 2014) sind darunter 17 (18) Männer und sieben (sechs) Frauen. Die Wahl führte zu folgender Sitzverteilung im Gemeinderat:
- CSU 7 (8) Sitze
- Freie Wähler 7 (7) Sitze,
- SPD 6 (6) Sitze und
- Bürger- und Umweltliste/Grüne 4 (3) Sitze.

- SPD: 6
- Grüne: 4
- FW: 7
- CSU: 7

2008 waren die Grünen nicht im Stadtrat vertreten. 2014 und 2020 trat die Bürger- und Umweltliste zusammen mit den Grünen in einer Listengemeinschaft zur Wahl an.

### Bürgermeisterin
Seit 1. Mai 2020 ist Sibylle Entwistle (SPD) berufsmäßige Erste Bürgermeisterin. Diese gewann die Stichwahl am 29. März 2020 mit 56,2 % gegen Sebastian Haider (Freie Wähler).

#### Wahlen im Rückblick
Acht Monate nach Kriegsende fanden am 27. Januar 1946 die ersten Kommunalwahlen (Gemeinderatswahlen) nach dem Zweiten Weltkrieg in den kreisangehörigen Gemeinden Bayerns statt. In den Monaten April und Mai 1946 folgten dann noch die ersten Wahlen der Bürgermeister, Landräte sowie Kreistage.

#### Ehemalige Bürgermeister
| Amtszeit  | Bürgermeister      |
| --------- | ------------------ |
| 1905–1917 | Michael Winkler    |
| 1919–1929 | Josef Brandl       |
| 1929–1934 | Karl Schöx         |
| 1934–1945 | Karl Köhler, NSDAP |

| Amtszeit  | Bürgermeister        |
| --------- | -------------------- |
| 1945–1946 | Anton Feistle, CSU   |
| 1946–1948 | Ernst Puchner, SPD   |
| 1948–1960 | Hans Kögl, parteilos |
| 1960–1990 | Josef Billinger, SPD |

| Amtszeit  | Bürgermeister               |
| --------- | --------------------------- |
| 1990–1996 | Peter Barteit, SPD          |
| 1996–2020 | Helmut Haider, Freie Wähler |

### Wappen
| | Blasonierung: „Gespalten; vorne in Silber ein steigender, Feuer speiender, golden bewehrter roter Panter; hinten die bayerischen Rauten.“ |
| Wappenbegründung: Die Siegelführung ist seit um 1330/40 belegt. 1955 erfolgte die Wiederannahme des geschichtlichen Wappens durch Beschluss des Gemeinderats und Zustimmung des Staatsministeriums des Innern. Im ausgehenden 15. Jahrhundert war dieses historische Wappen durch ein anderes verdrängt worden. Es zeigte im Rautenschild einen Schrägbalken, belegt mit einem springenden Biber. | |

### Städtepartnerschaften
Vilsbiburg unterhält eine Partnerschaft mit  Buja (Italien).

### Gemeindefinanzen
Im Jahr 2013 betrugen die Gemeindesteuereinnahmen 16.427.000 Euro, davon waren 9.097.000 Euro (netto) Gewerbesteuereinnahmen.
In Folge einer entsprechenden Bewertung der Wirtschaftskraft der Stadt Vilsbiburg sind die Schlüsselzuweisungen in Höhe von 1.052.592 Euro im Jahr 2019 um 40,3 Prozent auf 1.476.712 Euro für das 2020 gestiegen.
| Zuweisungen an   | Jahr | Jahr    | Jahr | Jahr    | Jahr      | Jahr      |
| Zuweisungen an   | 2015 | 2016    | 2017 | 2018    | 2019      | 2020      |
| ---------------- | ---- | ------- | ---- | ------- | --------- | --------- |
| Stadt Vilsbiburg | 0    | 514.488 | 0    | 288.344 | 1.052.592 | 1.476.712 |

### Mitgliedschaften
Die Stadt ist Mitglied in folgenden Zweckverbänden:
- Gewässerunterhaltungszweckverband Landshut-Kelheim-Dingolfing-Landau
- Regionaler Planungsverband Landshut
- Schulverband Gerzen
- Zweckverband Kommunale Verkehrsüberwachung Südostbayern
- Zweckverband zur Wasserversorgung der Binatal-Gruppe

## Wirtschaft und Infrastruktur

### Bauen und Wohnen
| Gemeindeteil   | Wohnbauflächen ausgewiesene Baugebiete | unbeplanter Innenbereich | ausgewiesene gewerbliche Bauflächen     | Ackerland |
| -------------- | -------------------------------------- | ------------------------ | --------------------------------------- | --------- |
| Vilsbiburg     | 190 € 150 € Grub                       | 190 €                    | 60 € 120 € BP GE West (SO Einzelhandel) | 7 €       |
| Achldorf       | 120 €                                  | 100 €                    |                                         | 7 €       |
| Frauensattling | 90 €                                   | 90 €                     |                                         | 7 €       |
| Gaindorf       |                                        | 90 €                     |                                         | 7 €       |
| Seyboldsdorf   | 80 €                                   | 80 €                     |                                         | 7 €       |
| Haarbach       | 90 €                                   | 90 €                     |                                         | 7 €       |
| Geiselsdorf    |                                        | 65 €                     |                                         | 7 €       |

### Verkehr

#### Fernverkehr
Vilsbiburg liegt am Knotenpunkt der Bundesstraßen 388 (München–Passau) und 299 (Landshut–Altötting). Ortsumfahrungen im Zuge dieser Fernstraßen entlasten die Kernstadt weitgehend vom Durchgangsverkehr. Der B 299 nordwestlich Richtung Landshut und südöstlich Richtung Mühldorf am Inn folgend hat Vilsbiburg Anbindung an die Bundesautobahn 92 bzw. die Bundesautobahn 94.

#### Nah- und Fernverkehr

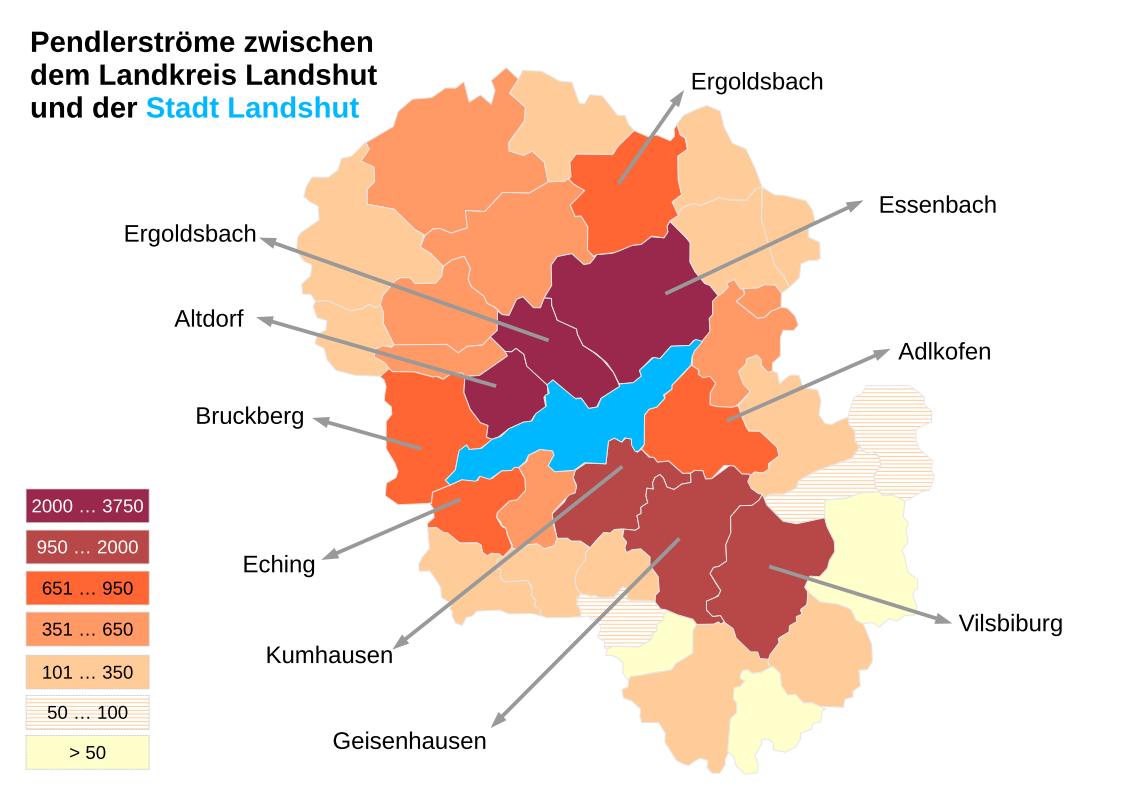
Darstellung der Pendlerströme aus den Gemeinden des Landkreises Landshut in die Stadt Landshut und umgekehrt. Stand: 30. Juni 2016

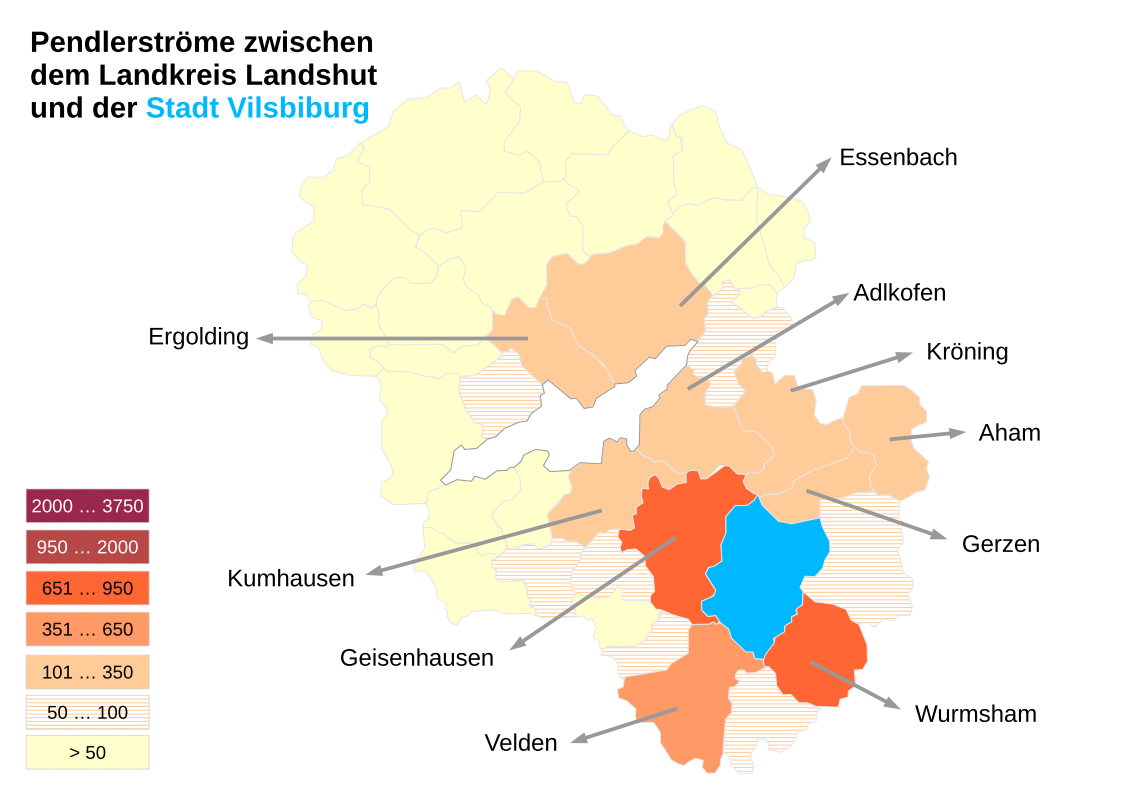
Darstellung der Pendlerströme aus den Gemeinden des Landkreises Landshut in die Stadt Vilsbiburg und umgekehrt. Stand: 30. Juni 2016

Vilsbiburg ist eines von mehreren Wirtschaftszentren des Landkreises Landshut. Entsprechend weist Vilsbiburg einen hohen Pendlerverkehr auf (siehe Grafik).
Laut Pendleratlas bewegen sich täglich 6.700 Einpendler nach Vilsbiburg herein, demgegenüber verlassen 2.900 Auspendler zur Arbeit die Stadt in umliegende Regionen. Insgesamt finden täglich knapp 11.800 Pendlerbewegungen statt. Das relative Pendlersaldo ist mit plus 31 Prozent positiv.
Bezogen auf die Landkreisgemeinden bewegt sich der Hauptpendlerstrom zwischen Vilsbiburg und den Gemeinden Geisenhausen und Wurmsham. Außerdem gibt es einen starken Pendlerstrom zwischen Vilsbiburg und Velden. Weitaus größer als zwischen den Landkreisgemeinden ist aber der Pendlerverkehr zwischen Vilsbiburg und der Stadt Landshut ausgeprägt.

#### Schienenverkehr
Am Bahnhof Vilsbiburg halten Regionalbahnen der Verbindung Landshut – Neumarkt-Sankt Veit – Mühldorf. Tagsüber fahren stündlich Züge über Mühldorf hinaus bis Freilassing, Salzburg oder Rosenheim.

#### Flugverkehr
In der Nähe des Gemeindeteils Achldorf befindet sich der Sonderlandeplatz Vilsbiburg, der vom örtlichen Luftsportverein betrieben wird.

#### Kommunale Mitfahrzentrale
Seit Februar 2021 ist Vilsbiburg an das kommunale Mitfahrnetzwerk Pendla angeschlossen. Die Nutzung ist kostenlos.

### Kfz-Kennzeichen
Mit der Zuordnung großer Teile des Landkreises Vilsbiburg zum Landkreis Landshut durch die Gebietsreform in Bayern am 1. Juli 1972 übernahm die Stadt Vilsbiburg auch das seit 1. Juli 1956 im Landkreis Landshut gültige Kfz-Kennzeichen LA. Seit Juli 2014 ist aufgrund der Kennzeichenliberalisierung auch das Kennzeichen des Altlandkreises Vilsbiburg (VIB) wieder erhältlich.

### Ansässige Unternehmen (Auswahl)
Aufgrund seiner verkehrsgünstigen Lage verfügt Vilsbiburg über verhältnismäßig viele Gewerbe- und Industriebetriebe, von denen hier die wichtigsten und bekanntesten aufgezählt sind:
- Autohaus Ostermaier: Mit sieben Filialen, ca. 500 Mitarbeitern und einem Jahresumsatz von 180 Millionen Euro zählt der VW-, Audi- und Skoda-Händler zu den großen Autohäusern in Südostbayern. Hauptsitz ist Vilsbiburg, Filialen befinden sich u. a. in Eggenfelden, Landshut, Straubing und Mühldorf.
- Bachmeyer GmbH: Das im Bereich Interior Design tätige Unternehmen beliefert sowohl Privat- als auch Geschäftskunden und öffentliche Einrichtung wie Schulen oder Kindergärten.
- Bäckerei Mareis: Die 1913 gegründete und mittlerweile in dritter Generation familiengeführte Bäckerei betreibt heute neben der Backstube in Vilsbiburg einige Bäckereien und Cafés in Vilsbiburg und Landshut.
- Breiteneicher: Der mittelständische Familienbetrieb ist in den Bereichen Hoch-, Tief- und Straßenbau tätig und bietet etwa 70 Arbeitnehmern eine Beschäftigung.
- Der Hammer!: Das Vilsbiburger Traditionsunternehmen am Stadtplatz betreibt sowohl einen Elektrofachhandel als auch eine Meisterwerkstatt.
- Dräxlmaier Group: Das größte in Vilsbiburg ansässige Unternehmen (und größtes Unternehmen mit Hauptsitz in Niederbayern) gehört zu den Top 100 Automobilzulieferern und fungiert als Systemlieferant für Kunden aus Premiumbereich. Am Standort Vilsbiburg sind etwa 2.000 Mitarbeiter.
- Flottweg SE: Der Hersteller von Dekantern, Zentrifugen und Anlagen für die mechanische Flüssig-Fest-Trennung hat seinen Hauptsitz und Produktionsstandort in Vilsbiburg.
- Hiller separation & process: In Konkurrenz zu Flottweg ist Hiller ein weiterer international agierender Hersteller von Dekantierzentrifugen und anderen Anlagen der Flüssig-Fest-Trennung. Dabei ist Hiller mit 200 Mitarbeitern und rund 40 Mio. € Jahresumsatz die kleinere Firma.
- Holz Balk: Der weit über die Landkreisgrenzen hinaus bekannte Familienbetrieb bietet für den Groß- und Einzelhandel alles rund um das Thema Holz – von einem Säge- und Hobelwerk über einen Holzbau-Zimmerei-Großhandel und einen Bodenbelagsgroßhandel bis hin zum Holzfachmarkt für den Einzelhandel.
- Veldener Präzisionstechnik produziert hochpräzise Drehteile aus unterschiedlichen Stahlsorten für den Einsatz in Automobilen, Nutzfahrzeugen, der Energietechnik, dem Maschinenbau und weiteren Anwendungsbereichen. Mit 200 Mitarbeitern wird ein Jahresumsatz von rund 30 Millionen Euro produziert.[28]
- Zollner Objekttextilien: Einer der wenigen Textilbetriebe, die sich nach dem einstigen Boom bis heute in Vilsbiburg halten konnten, ist die Weberei und Wäschefabrik Zollner. Mit den Erzeugnissen – Hotel- und Gastronomietextilien sowie Klinik- und Pflegetextilien – werden heute Großkunden beliefert.

Die meisten der genannten Betriebe sind im großen Industriegebiet am nördlichen Ortsausgang Richtung Landshut ansässig. Dieses liegt direkt an der B 299.

### Wasserversorgung
Der Trinkwasserbedarf der Stadt Vilsbiburg mit seinen Gemeindeteilen liegt bei 600.000 Kubikmeter. Die Versorgung wird durch die Stadtwerke Vilsbiburg erbracht. Sie beliefert mit weiteren 500.000 Kubikmetern auch die Binatal- und die Isar-Vils-Gruppe sowie die Gemeinde Schalkham mit Trinkwasser.

### Gesundheitswesen
Das Krankenhaus Vilsbiburg ist Traumazentrum und verfügt unter anderem über mehrere Chirurgische Kliniken mit den Schwerpunkten Endoprothetik und Endokrinologie, eine Medizinische Klinik mit den Schwerpunkten Gastroenterologie, Neurogastroenterologie und Behandlung von Schlaganfallpatienten, über ein Interdisziplinäres Zentrum für Schmerztherapie, ein Interdisziplinäres Inkontinenz- und Beckenbodenzentrum sowie eine Frauenklinik. Das Krankenhaus gehört dem Landshuter Kommunalunternehmen für medizinische Versorgung (La.KUMed) an. La.KUMed umfasst die drei kommunalen Krankenhäuser des Landkreises Landshut: Landshut-Achdorf, Vilsbiburg und Schlossklinik Rottenburg.

## Kultur und Sehenswürdigkeiten
- Stadtplatz mit zum Teil gut erhaltenen Bürgerhäusern, dem Torturm aus dem 16. Jahrhundert und dem Alten Rathaus aus dem 17./18. Jahrhundert.
- Stadtpfarrkirche Mariä Himmelfahrt, errichtet im 15. Jahrhundert im Stil der Spätgotik.
- Wallfahrtskirche Maria Hilf auf dem Mariahilfberg, errichtet im 19. Jahrhundert im  Stil der Neuromanik.
- Heimatmuseum Vilsbiburg, mit Kröninger Hafnerkeramik.

Stadtansichten
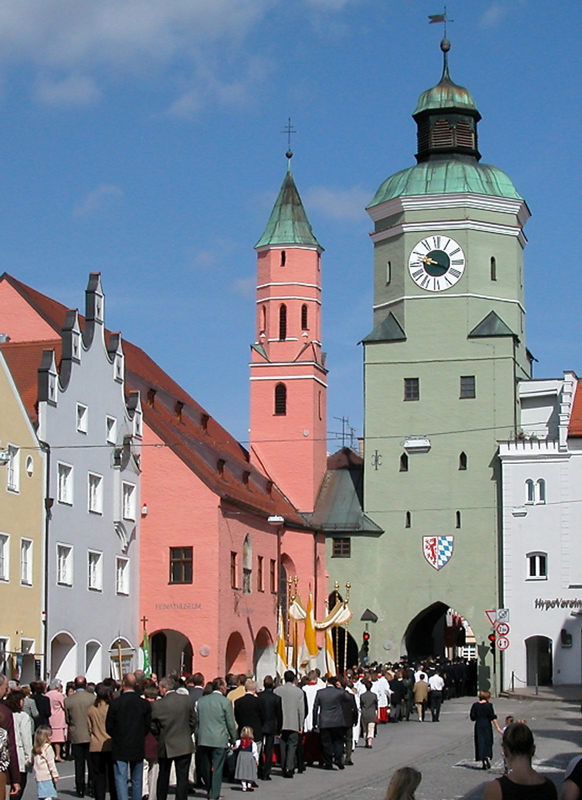
Der obere Torturm, links davon die ehemalige Spitalkirche mit dem Heimatmuseum
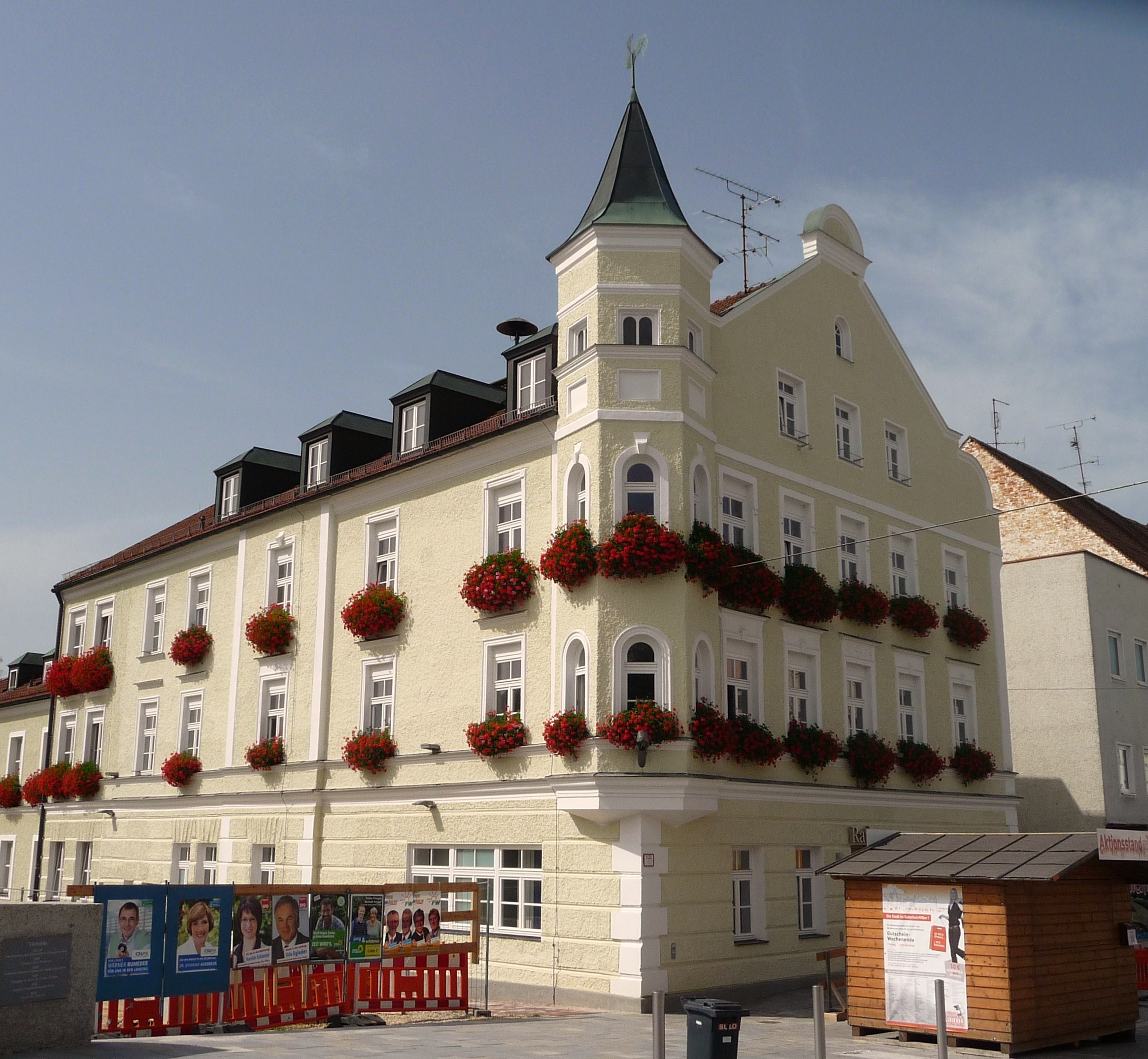
Das Rathaus von Vilsbiburg
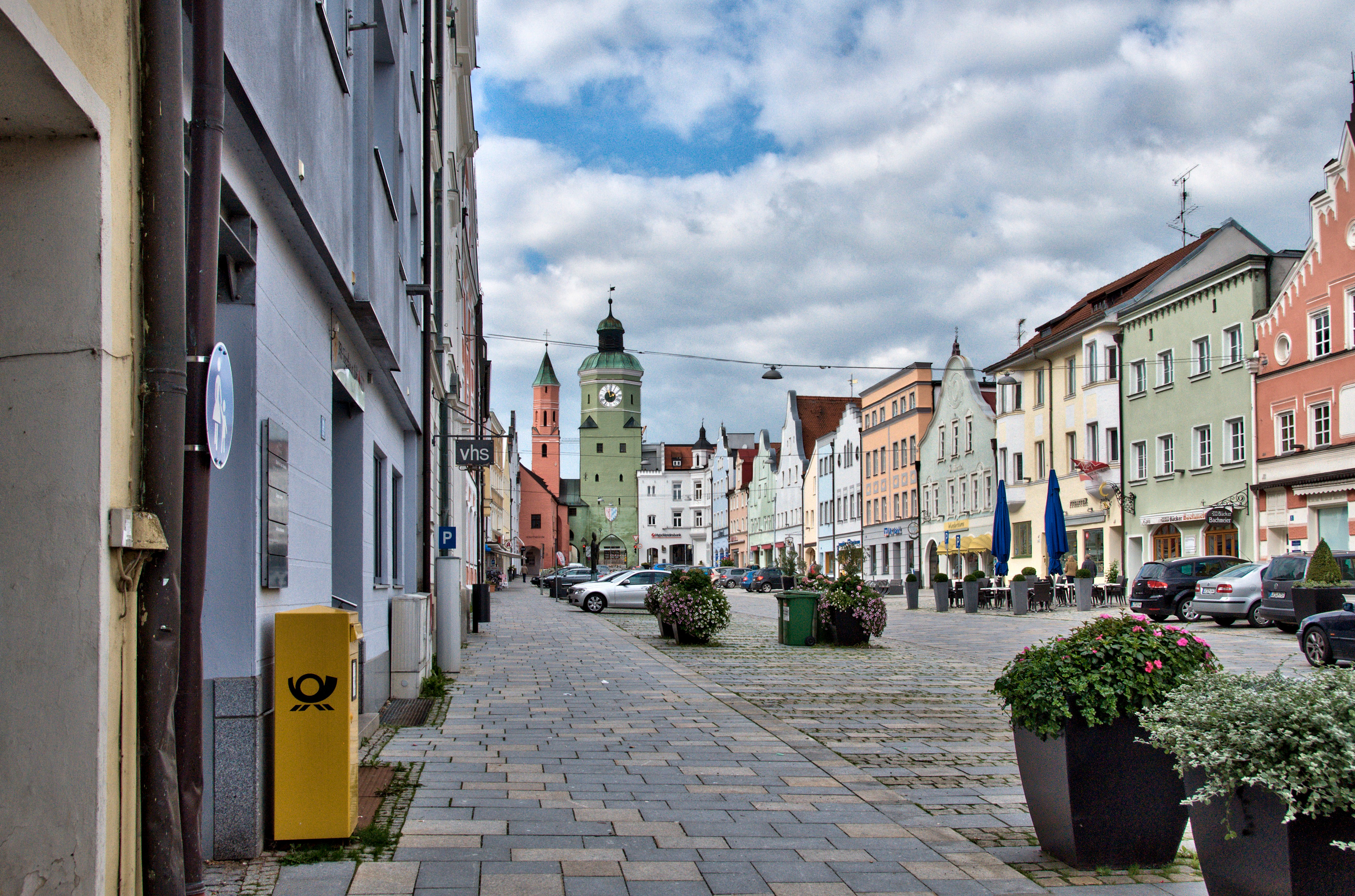
Stadtplatz von Vilsbiburg
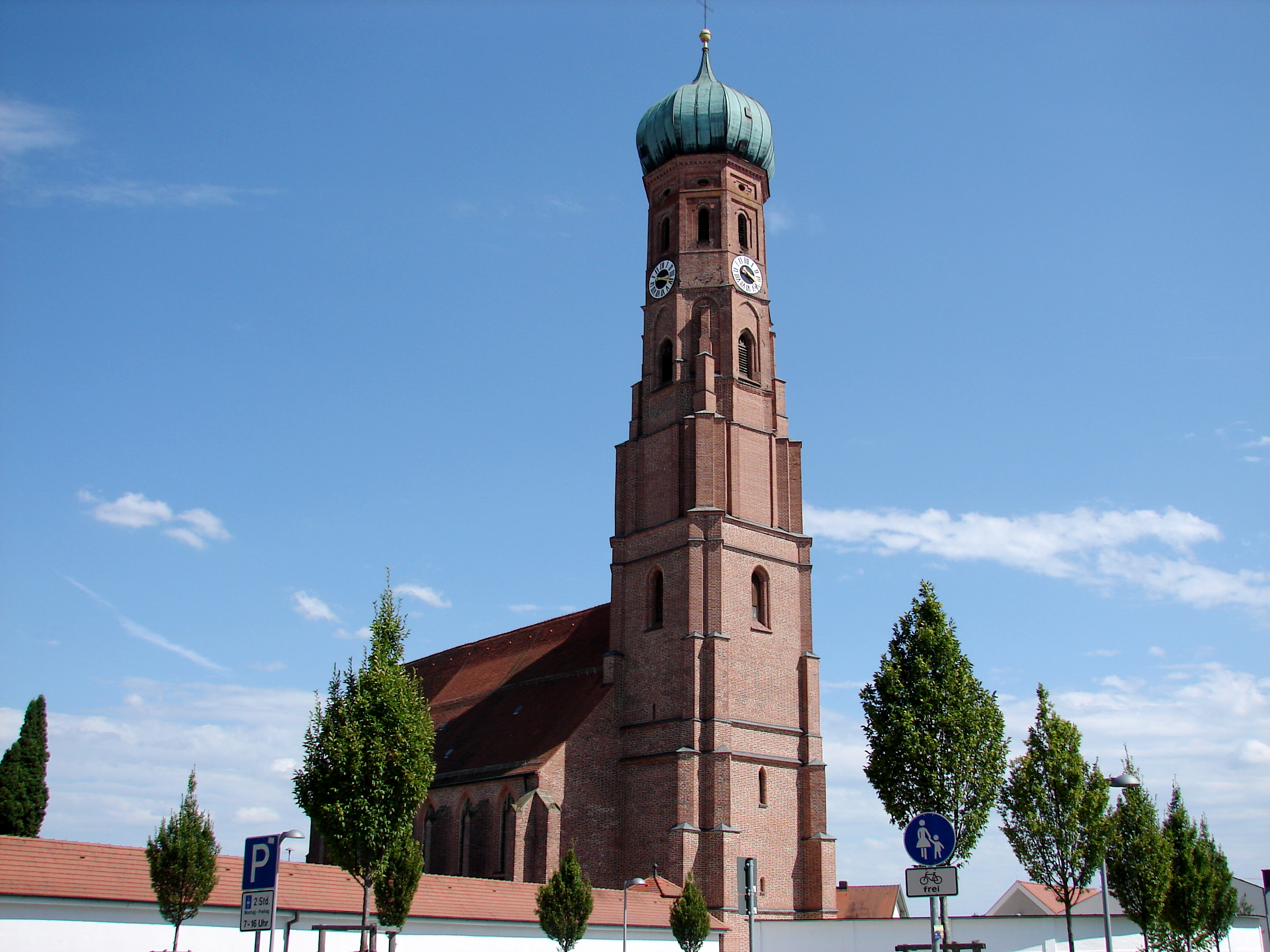
Stadtpfarrkirche Mariä Himmelfahrt
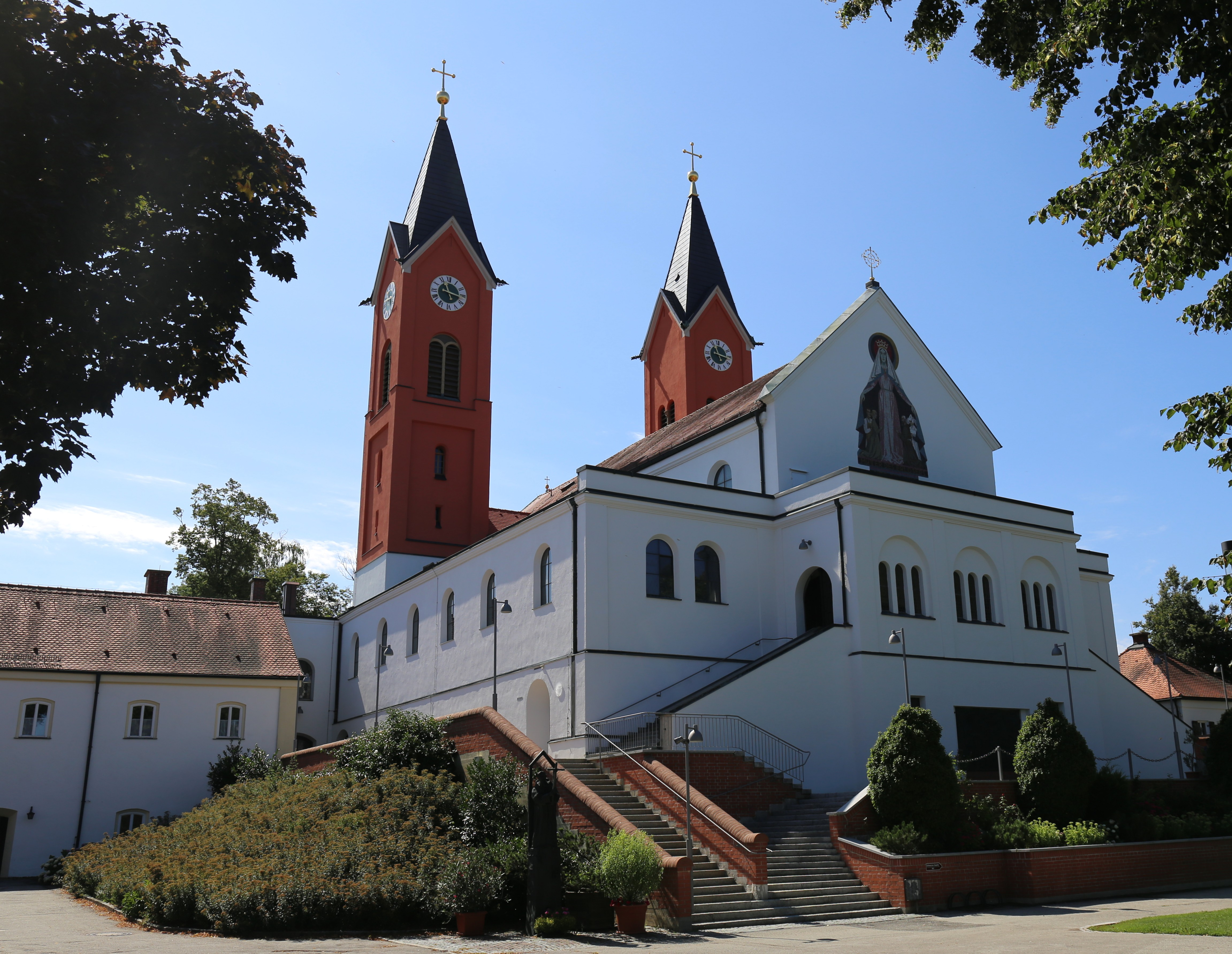
Wallfahrtskirche Maria Hilf
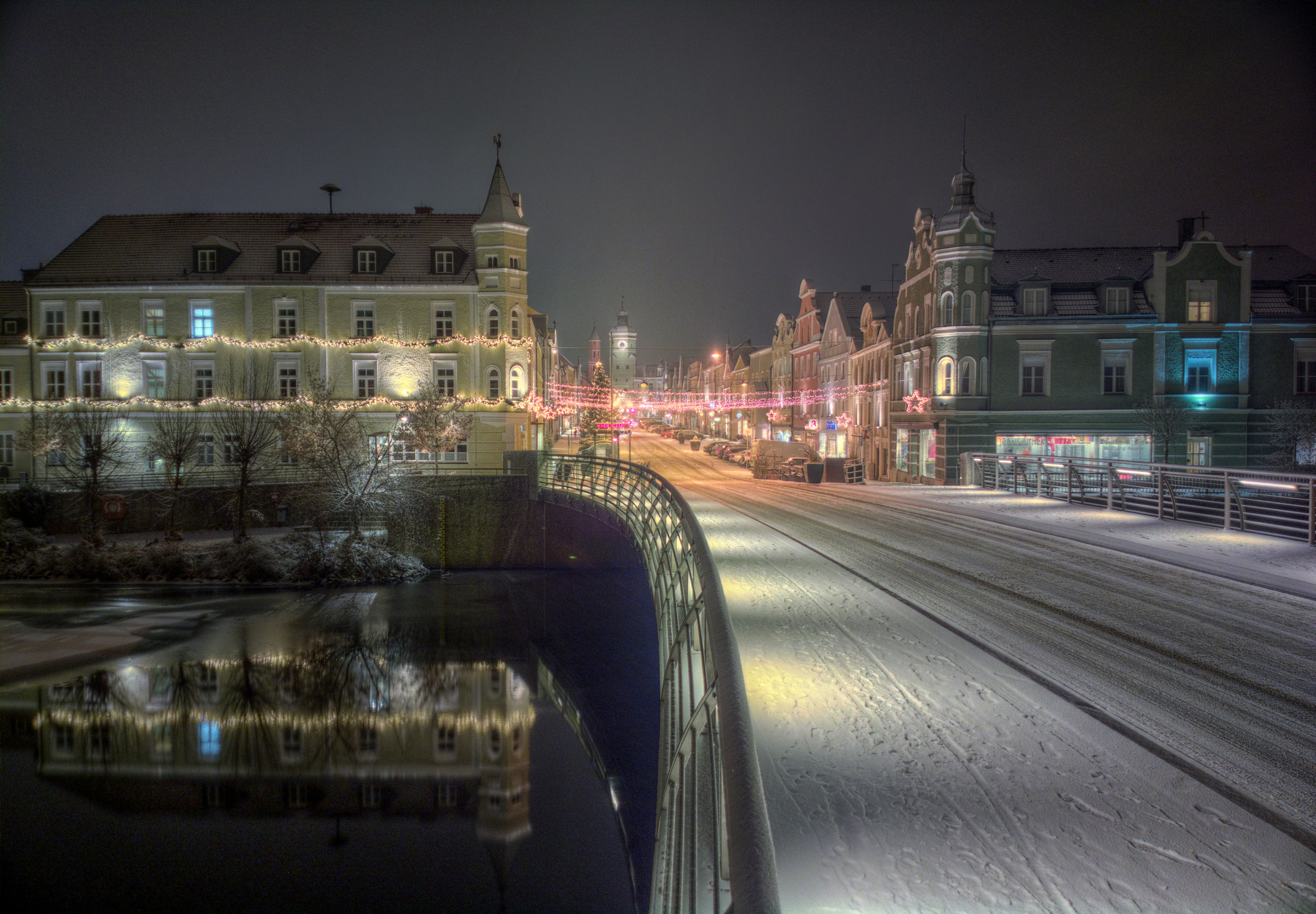
Stadtplatz im Winter mit Vilsbrücke und Rathaus

## Persönlichkeiten

### Söhne und Töchter der Stadt
- Heinz Angermeier (1924–2007), Historiker
- Nicole Bauer (* 1987), Politikerin (FDP) und Mitglied des Deutschen Bundestages
- Leonhard Engelberger (1513–1555), evangelisch-lutherischer Theologe der Reformationszeit
- Peter Baumgartner (* 1986), Eishockeyspieler
- Florian Gruber (* 1983), Rennfahrer
- Rainer Haselbeck (* 1970), Regierungspräsident von Niederbayern
- Markus Karl (* 1986), Fußballspieler (u. a. Hamburger SV)
- Ralf Klingmann (* 1981), Fußballspieler
- Georg Kremplsetzer (1827–1871), Komponist und Dirigent
- Jermaine Landsberger (* 1973), Jazzmusiker
- Karl Anton Lang (1815–1890) Reichstags- und Landtagsabgeordneter (Zentrum)
- Florian Oßner (* 1980) deutscher Politiker (CSU) und Mitglied des Deutschen Bundestages
- Johannes Schmid (* 1973), Regisseur und Drehbuchautor
- Wilhelm Schwinghammer (* 1977), Opernsänger an der Hamburgischen Staatsoper
- Claudia Tausend (* 1964), Geografin, Politikerin und Mitglied des Deutschen Bundestages
- Johann Evangelist Wetzler (1774–1850), Arzt
- Klaus Zierer (* 1976), Ordinarius für Schulpädagogik an der Universität Augsburg und Autor.

### Sonstige Persönlichkeiten
- Von 1940 bis 1941 lebte die Malerin Elsa Haensgen-Dingkuhn (1898–1991) in Vilsbiburg.
- Lorenz Klimmer (1868–1919) war ein katholischer Pfarrer, Politiker und Mitglied des Bayerischen Landtages.
- Viktrizius Weiß (1842–1924), Kapuzinerpater, starb in Vilsbiburg und ist in der Wallfahrtskirche Maria Hilf bestattet.

## Sonstiges

### Regelmäßige Veranstaltungen
Das Fest Mariä Namen Mitte September wird alljährlich mit Wallfahrt und Lichterprozession vom Stadtplatz zur Wallfahrtskirche Maria Hilf begangen.
Im Oktober findet der Dionysi-Markt statt, mit einer mehr als 500-jährigen Geschichte der älteste Pferdemarkt Niederbayerns. Höhepunkt des altbayrischen Pferdemarkts ist der Dionysi-Umritt mit über 250 Pferden und 40 Kutschen-Gespannen.
Seit 1992 findet jährlich im Januar die Beach Party der Narrhalla Vilsbiburg statt, die Tausende von Besuchern anzieht. Hierfür wird Sand auf dem Boden der Stadthalle aufgeschüttet und die Halle auf sommerliche Temperaturen geheizt.

### Sport
Mit den „Roten Raben“ gibt es eine Volleyball-Bundesligamannschaft. 2005 und 2006 gewann sie den zweiten Platz in der Meisterschaft der Frauen und wurde im April 2008 Deutscher Meister. 2009 sicherte sie sich den DVV-Pokal und 2010 erneut die deutsche Meisterschaft. 2014 folgte der zweite Pokalsieg.

### E-Sport
Vilsbiburg und Umgebung sind für ihre E-Sport-Szene und LAN-Partys bekannt. Seit 2005 findet mehrmals jährlich der „Gamers’ Congress“ statt.

### Freizeit
Neben einem regen Vereinsleben gibt es in Vilsbiburg ein Freibad, ein Hallenbad, ein modernes Cineplex-Kino, den Einheimischen als „Lichtspielberg“ bekannt, sowie eine Kartbahn.